# قبة الشيخ
قبة الشيخ قرية سوريّة تتبع إداريّاً لمحافظة حلب منطقة الباب ناحية مركز الباب، بلغ تعداد سكانها 1,274 نسمة حسب التعداد السكاني لعام 2004.